# Коул, Микейла
Мике́йла Ко́ул (МФА: /mɪˈkeɪlə/; полное имя — Микейла Эвураба Боакье-Коллинсон; англ. Michaela Ewuraba Boakye-Collinson; род. 1 октября 1987, Лондон, Великобритания) — британская сценарист и актриса. Наиболее известна за создание и игру в ситкоме E4 «Жвачка» (2015—2017), за который получила премию BAFTA за лучшую женскую комедийную роль; и комедийно-драматический сериал BBC One / HBO «Я могу тебя уничтожить» (2020), за который она получила премию Британской Академии в области телевидения за лучшую женскую роль в 2021 году. За работу над сериалом «Я могу тебя уничтожить» Коул на 73-й церемонии вручения прайм-таймовой премии «Эмми» получила премию «Эмми» за лучший сценарий мини-сериала, фильма или драматической программы и стала первой чернокожей женщиной, удостоившейся этой награды.
Коул также известна по своей работе в другой продукции Netflix: она снималась в двух эпизодах сериала «Чёрное зеркало» (2016—2017), играла роль Кейт Эшби в сериале «Восход чёрной земли» (2018) и роль Симоун — в фильме «И всё изменилось» (2018).

## Ранние годы
Микейла Эвураба Боакье-Коллинсон родилась в Восточном Лондоне. Её родители — ганцы. Она и её сестра росли в Восточном Лондоне, в основном в Хакни и Тауэр-Хамлетс, с матерью. Она посещала католические школы в Восточном Лондоне и затем рассказывала, что в начальной школе буллила других учеников, утверждая, что это было вызвано её изоляцией как единственного чернокожего ученика в своей возрастной группе. Изоляция прекратилась с переходом в школу среднего звена.
С 2007 по 2009 год Коул училась в Бирмингемском университете, где изучала английскую литературу и теологию. Она брала мастер-класс у Че Уокера после встречи с ним на вечерах в формате «открытый микрофон». В 2009 году она перешла в Гилдхоллскую школу музыки и драмы, где стала первой поступившей чернокожей женщиной за пять лет. Она выиграла стипендию Лоуренса Оливье, которая помогла ей финансировать обучение. Во время своего пребывания в Гилдхолле Коул посещала семинар Марка Пру в «Прима-дель-Театро» и прошла курс поэзии Кэт Франсуа в «Театр Ройал Стратфорд Ист». В 2012 году она окончила своё обучение в Гилдхоллской школе музыки и драмы.

## Карьера

### Начало
В 2006 году Коул начала выступать на поэтических открытых микрофонах в Илинге. Поскольку она не переставала выступать на таких мероприятиях, актёр, драматург и режиссёр Че Уокер, который видел её выступление в театре «Хакни Эмпайр», посоветовал ей подать заявление в Гилдхолл. В качестве поэта Коул выступала на многих сценах, включая «Уэмбли Арена», «Буш Театр», «Ньюйорикан Поуэтс Кафей» и «Де Дулен» (Роттердам). Она носила имя Микейла Поэт (англ. Michaela The Poet).
В 2009 году Коул присоединилась к программе летней школы TYPT театральной труппы «Талава» (Talawa Theatre Company). В течение своего времени с «Талавой» Коул поучаствовала в постановке TYPT 2009 года Krunch под руководством Амани Нафтали (Amani Naphtali). В том же году Коул выпустила альбом под названием Fixing Barbie, в котором представлены её работы как поэта и музыканта. В 2011 году Коул выпустила ещё одну запись — We’re the Losers.
Пьеса Коул Chewing Gum Dreams (с англ. — «Мечты о жвачке») была её выпускным проектом в Гилдхолле в 2012 году. Впервые пьеса была поставлена в «Те Ярд Театр» (The Yard Theatre) в Хакни-Уик. В пьесе Коул играла в шоу одной женщины, рассказывающем драматическую историю 14-летней девочки по имени Трейси. Затем спектакль ставили «Буш Театр» (2012), «Ройал Театр Холланд» (2012), «Ройал Иксчейндж Театр» (2013) и Национальный театр (2014). Пьеса получила положительные отзывы.

### Ранние работы и прорыв (2013—2019)
В 2013 году Коул появилась в драме Channel 4 «Главарь» (англ. Top Boy) и сыграла главные роли в Национальном театре, в том числе в номинированном на премию «Дом» (Home) и в получившей признание критиков «Медее».
В августе 2014 года Channel 4 объявил, что Коул напишет сценарий и сыграет главную роль в новом ситкоме под названием «Жвачка», вдохновлённом её пьесой Chewing Gum Dreams (с англ. — «Мечты о жвачке»). «C4 Comedy Blaps» были выпущены в качестве тизеров в сентябре 2014 года, а сериал начался транслироваться на канале E4 в октябре 2015 года. Её актёрская игра принесла ей премию BAFTA за лучшую женскую комедийную роль в 2016 году. Она также получила премию BAFTA за прорывной талант за написание сценария шоу. «Жвачка» получила исключительно положительные отзывы.
В 2015 году Коул появилась в драме BBC One «Лондонский шпион». В следующем году она сыграла Лилихот в научно-фантастической драмеди E4 «Пришельцы», съёмки которой проходили в Болгарии.
«Жвачка» вернулась со вторым сезоном в январе 2017 года. Коул также появлялась в эпизодах «Нырок» и «USS Каллистер» сериала Чарли Брукера «Чёрное зеркало». Коул также сыграла небольшую роль в фильме 2017 года «Звёздные войны: Последние джедаи».
В 2018 году Коул снялась в фильме «Восстание чёрной земли», совместном произведённом BBC Two и Netflix, где она сыграла главную героиню Кейт. Она также снялась в роли Симоун в музыкально-драматическом фильме Че Уокера «И всё изменилось» по его собственной пьесе, который была выпущен на Netflix и получил положительные отзывы в октябре 2018 года.

### Признание критиков (2020 — настоящее время)
Коул создала, написала, спродюсировала, сорежиссировала и снялась в драмеди-сериале «Я могу тебя уничтожить» (англ. [I May Destroy You), вдохновленном её собственным опытом сексуального насилия. В июне 2020 года шоу было запущено на BBC One в Великобритании и на HBO в США — и получило широкое признание. Коул призналась, что отказалась от 1 миллиона долларов от Netflix после того, как стриминг-сервис отклонил предложение ей права собственности на интеллектуальную собственность, представляющую её собственное шоу.
В 2020 году Коул была включена в список 100 самых влиятельных людей журнала Time. Она также была названа одной из самых ярких кинозвёзд 2020 года. Коул также появилась в списке влиятельных женщин британского Vogue за 2020 год. Кроме того, в 15-м ежегодном рейтинге самых влиятельных людей африканского или афрокарибского происхождения в Великобритании Коул заняла четвёртое место по влиянию своей работы на «Я могу тебя уничтожить».
В июле 2021 года Коул получила роль в фильме «Чёрная пантера: Ваканда навсегда».
Первая книга Коул Misfits: a Personal Manifesto (с англ. — «Отбросы: Личный манифест») была опубликована одновременно в Великобритании и США 7 сентября 2021 года издательством Ebury Press. Основываясь на её лекции Мактаггарта на Эдинбургском фестивале 2018 года, в которой затрагивается опыт Коул с расизмом и женоненавистничеством, её издатель описал книгу следующим образом: «мощный манифест о том, как проговаривание своей правды и признание своих отличий могут изменить вашу жизнь».

## Личная жизнь
На церемонии вручения наград BAFTA 2016 Коул была одета в платье из ткани Kente, которое сшила её мать. Коул говорила, что, как и её персонаж из «Жвачки» Трейси, в один момент она стала очень религиозной в своей пятидесятнической вере и приняла целибат. Коул перестала практиковать пятидесятничество после поступления в Гилдхолл. Идентифицирует себя аромантиком.

## Фильмография

### Кино
| Год  | Название на русском                 | Оригинальное название          | Роль                    | Примечание    |
| ---- | ----------------------------------- | ------------------------------ | ----------------------- | ------------- |
| 2014 | «Национальный театр в прямом эфире» | National Theatre Live          | Медсестра               |               |
| 2014 | «Монстры 2: Тёмный континент»       | Monsters: Dark Continent       | Келли                   |               |
| 2017 | «Звёздные войны: Последние джедаи»  | Star Wars: The Last Jedi       | Контролёр Сопротивления |               |
| 2018 | «И всё изменилось»                  | Been So Long                   | Симоун                  |               |
| 2022 | «Чёрная пантера: Ваканда навеки»    | Black Panther: Wakanda Forever | Анека                   |               |
| 2025 | «Кристоферы»                        | The Christophers               |                         | Постпродакшен |
| 2025 | «Мать Мария»                        | Mother Mary                    | Сэм                     | Постпродакшен |

### Телевидение
| Год     | Название на русском                         | Оригинальное название | Роль                   | Примечание                                                      |
| ------- | ------------------------------------------- | --------------------- | ---------------------- | --------------------------------------------------------------- |
| 2013    | «Главарь»                                   | Top Boy               | Кейла                  | 2 эпизода                                                       |
| 2013    | «Закон и порядок: Лондон»                   | Law & Order UK        | горничная              | эпизод «Отчий» (англ. «Paternal»)                               |
| 2015    | «Лондонский шпион»                          | London Spy            | журналист              | эпизод «Незнакомцы» (англ. «Strangers»)                         |
| 2015—17 | «Жвачка»                                    | Chewing Gum           | Трейси Гордон          | главная роль; также создатель, сценарист, продюсер и композитор |
| 2016    | «Пришельцы»                                 | The Aliens            | Лилихот                | главная роль                                                    |
| 2016    | «Чёрное зеркало»                            | Black Mirror          | стюардесса             | эпизод «Нырок»                                                  |
| 2017    | «Чёрное зеркало»                            | Black Mirror          | Шанайа Лоури           | эпизод «USS Каллистер»                                          |
| 2018    | «Восход чёрной земли»                       | Black Earth Rising    | Кейт Эшби              | главная роль                                                    |
| 2019    | «Королевские гонки Ру Пола: Великобритания» | RuPaul’s Drag Race UK | приглашённый член жюри | эпизод «Family That Drags Together» (англ.)                     |
| 2020    | «Я могу тебя уничтожить»                    | I May Destroy You     | Арабелла Эссиеду       | главная роль; также создатель, сценарист, режиссёр и продюсер   |
| 2024    | «Мистер и миссис Смит»                      | Mr. & Mrs. Smith      | Бев                    | гостевая роль                                                   |

## Дискография
Мини-альбомы
- 22 May (2007)[48]

Студийные альбомы
- Fixing Barbie (2009)[48]
- We’re the Losers (2011)[4]

## Награды и номинации
| Год  | Ассоциация                                                                                          | Категория                                                                                           | Номинант                                        | Результат | Прим.         |
| ---- | --------------------------------------------------------------------------------------------------- | --------------------------------------------------------------------------------------------------- | ----------------------------------------------- | --------- | ------------- |
| 2008 | Theatre Royal Stratford East Poetry Slam (с англ. — «Поэтический слэм „Театр Ройал Стратфорд Ист“») | Theatre Royal Stratford East Poetry Slam (с англ. — «Поэтический слэм „Театр Ройал Стратфорд Ист“») | Она сама                                        | Победа    |               |
| 2009 | Theatre Royal Stratford East Poetry Slam (с англ. — «Поэтический слэм „Театр Ройал Стратфорд Ист“») | Theatre Royal Stratford East Poetry Slam (с англ. — «Поэтический слэм „Театр Ройал Стратфорд Ист“») | Она сама                                        | Победа    |               |
| 2010 | Theatre Royal Stratford East Poetry Slam (с англ. — «Поэтический слэм „Театр Ройал Стратфорд Ист“») | Theatre Royal Stratford East Poetry Slam (с англ. — «Поэтический слэм „Театр Ройал Стратфорд Ист“») | Она сама                                        | Победа    |               |
| 2010 | Cordless Show (с англ. — «Беспроводное шоу»)                                                        | Поэзия / музыка                                                                                     | Она сама                                        | Победа    |               |
| 2011 | Премия Лоренса Оливье                                                                               | Стипендия                                                                                           | Она сама                                        | Победа    | [ 10 ]        |
| 2012 | Премия Альфреда Фейгона                                                                             | Лучший драматург африканского или карибского происхождения                                          | Chewing Gum Dreams (с англ. — «Мечты о жвачке») | Победа    | [ 49 ]        |
| 2016 | Премия Британской Академии в области телевидения                                                    | Лучшая женская комедийная роль                                                                      | «Жвачка»                                        | Победа    | [ 50 ] [ 51 ] |
| 2016 | Премия Британской Академии в области телевидения                                                    | Лучшая сценарная комедия                                                                            | «Жвачка»                                        | Номинация | [ 52 ]        |
| 2016 | Премия Британской Академии в области телевидения                                                    | Прорывной талант                                                                                    | «Жвачка»                                        | Победа    | [ 53 ]        |
| 2016 | RTA Programme Award                                                                                 | Прорыв                                                                                              | «Жвачка»                                        | Победа    | [ 54 ] [ 55 ] |
| 2016 | RTA Programme Award                                                                                 | Комедийная роль                                                                                     | «Жвачка»                                        | Победа    | [ 54 ] [ 55 ] |
| 2016 | RTA Programme Award                                                                                 | Сценарист — комедия                                                                                 | «Жвачка»                                        | Номинация | [ 54 ] [ 55 ] |
| 2016 | South Bank Sky Arts Award                                                                           | Прорыв The Times                                                                                    | Она сама                                        | Номинация | [ 56 ]        |
| 2017 | Black Reel Television Award                                                                         | Выдающийся комедийный сериал                                                                        | «Жвачка»                                        | Номинация | [ 57 ]        |
| 2017 | Black Reel Television Award                                                                         | Выдающаяся актриса, комедийный сериал                                                               | «Жвачка»                                        | Номинация | [ 57 ]        |
| 2017 | Black Reel Television Award                                                                         | Выдающийся сценарий, комедийный сериал                                                              | «Жвачка»                                        | Номинация | [ 57 ]        |
| 2018 | Берлинский кинофестиваль                                                                            | EFP Shooting Star                                                                                   | Она сама                                        | Победа    | [ 58 ]        |
| 2018 | British Academy Television Award                                                                    | Лучшая сценарная комедия                                                                            | «Жвачка»                                        | Номинация | [ 59 ]        |
| 2018 | Black Reel Television Award                                                                         | Выдающаяся актриса второго плана, телефильм / мини-сериал                                           | «Чёрное зеркало»                                | Номинация | [ 60 ]        |
| 2018 | British Independent Film Award                                                                      | Самый многообещающий новичок                                                                        | «И всё изменилось»                              | Номинация | [ 61 ]        |
| 2019 | Black Reel Television Award                                                                         | Выдающаяся актриса, телефильм / мини-сериал                                                         | «Восход чёрной земли»                           | Номинация | [ 62 ]        |
| 2021 | British Academy Television Awards                                                                   | Лучший мини-сериал                                                                                  | «Я могу тебя уничтожить»                        | Победа    | [ 63 ]        |
| 2021 | British Academy Television Awards                                                                   | Лучшая актриса                                                                                      | «Я могу тебя уничтожить»                        | Победа    | [ 63 ]        |
| 2021 | British Academy Television Awards                                                                   | Лучший режиссёр: вымысел                                                                            | «Я могу тебя уничтожить»                        | Победа    | [ 63 ]        |
| 2021 | British Academy Television Awards                                                                   | Лучший сценарист: драма                                                                             | «Я могу тебя уничтожить»                        | Победа    | [ 63 ]        |
| 2021 | Critics' Choice Television Awards                                                                   | Лучший мини-сериал                                                                                  | «Я могу тебя уничтожить»                        | Номинация |               |
| 2021 | Critics' Choice Television Awards                                                                   | Лучшая актриса в мини-сериале                                                                       | «Я могу тебя уничтожить»                        | Номинация |               |
| 2021 | Independent Spirit Awards                                                                           | Лучший новый сценарный сериал                                                                       | «Я могу тебя уничтожить»                        | Победа    |               |
| 2021 | Independent Spirit Awards                                                                           | Лучший актёрский ансамбль                                                                           | «Я могу тебя уничтожить»                        | Победа    |               |
| 2021 | MTV Movie & TV Awards                                                                               | Лучшая игра в шоу                                                                                   | «Я могу тебя уничтожить»                        | Номинация |               |
| 2021 | NAACP Image Awards                                                                                  | Выдающаяся актриса телефильма, мини-сериала или драматической программы                             | «Я могу тебя уничтожить»                        | Номинация |               |
| 2021 | NAACP Image Awards                                                                                  | Выдающаяся режиссура комедийного сериала                                                            | «Я могу тебя уничтожить»                        | Победа    |               |
| 2021 | Прайм-таймовая премия «Эмми»                                                                        | Выдающийся мини-сериал или сериал-антология                                                         | «Я могу тебя уничтожить»                        | Номинация |               |
| 2021 | Прайм-таймовая премия «Эмми»                                                                        | Выдающаяся главная женская роль в мини-сериале или фильме                                           | «Я могу тебя уничтожить»                        | Номинация |               |
| 2021 | Прайм-таймовая премия «Эмми»                                                                        | Выдающийся сценарий мини-сериала, фильма или драматической программы                                | «Я могу тебя уничтожить»                        | Победа    |               |
| 2021 | Прайм-таймовая премия «Эмми»                                                                        | Выдающаяся режиссура мини-сериала, фильма или драматической программы                               | «Я могу тебя уничтожить»                        | Номинация |               |
| 2021 | Producers Guild of America Awards                                                                   | Выдающийся продюсер мини-сериала                                                                    | «Я могу тебя уничтожить»                        | Номинация |               |
| 2021 | Screen Actors Guild Awards                                                                          | Выдающееся исполнение женской роли в мини-сериале или телефильме                                    | «Я могу тебя уничтожить»                        | Номинация |               |
| 2021 | Television Critics Association Awards                                                               | Индивидуальные достижения в драме                                                                   | «Я могу тебя уничтожить»                        | Победа    |               |
| 2021 | Broadcasting Press Guild Awards                                                                     | Лучший драматический сериал                                                                         | «Я могу тебя уничтожить»                        | Победа    |               |
| 2021 | Broadcasting Press Guild Awards                                                                     | Лучшая актриса                                                                                      | «Я могу тебя уничтожить»                        | Победа    |               |
| 2021 | Broadcasting Press Guild Awards                                                                     | Лучший сценарист                                                                                    | «Я могу тебя уничтожить»                        | Победа    |               |